# Mistrzostwa Europy Juniorów w Saneczkarstwie 2015
36. Mistrzostwa Europy juniorów w saneczkarstwie odbywały się w dniach 24–25 stycznia 2015 w niemieckim Oberhofie. Zawodnicy rywalizowali w czterech konkurencjach: jedynkach kobiet, jedynkach mężczyzn, dwójkach mężczyzn i drużynie.

## Terminarz
| Data             | Miejscowość | Konkurencja      | Złoto                                                                               | Srebro                                                                         | Brąz                                                               |
| ---------------- | ----------- | ---------------- | ----------------------------------------------------------------------------------- | ------------------------------------------------------------------------------ | ------------------------------------------------------------------ |
| 24 stycznia 2015 | Oberhof     | Jedynki kobiet   | Jessica Tiebel                                                                      | Wiktoria Demczenko                                                             | Saskia Langer                                                      |
| 24 stycznia 2015 | Oberhof     | Jedynki mężczyzn | Sebastian Bley                                                                      | Roman Riepiłow                                                                 | Nico Gleirscher                                                    |
| 25 stycznia 2015 | Oberhof     | Dwójki mężczyzn  | Niemcy Florian Löffler · Manuel Stiebing                                            | Łotwa Kristens Putins · Karlis Matuzels                                        | Rosja Jewgienij Jewdokimow · Aleksiej Groszew                      |
| 25 stycznia 2015 | Oberhof     | Drużynowe        | Rosja Wiktoria Demczenko · Roman Riepiłow · Jewgienij Jewdokimow · Aleksiej Groszew | Łotwa Kendija Aparjode · Kristers Aparjods · Kristens Putins · Karlis Matuzels | Austria Nina Prock · Nico Gleirscher · David Trojer · Philip Knoll |

## Wyniki

### Jedynki kobiet
- Data / Początek: Sobota 24 stycznia 2015

| Medal | Zawodniczka          | Narodowość | 1. zjazd | 2. zjazd | Czas     | Strata |
| ----- | -------------------- | ---------- | -------- | -------- | -------- | ------ |
|       | Jessica Tiebel       | Niemcy     | 42,194   | 42,306   | 1:24,500 | –      |
|       | Wiktoria Demczenko   | Rosja      | 42,212   | 42,298   | 1:24,510 | +0,010 |
|       | Saskia Langer        | Niemcy     | 42,288   | 42,361   | 1:24,649 | +0,149 |
| 4.    | Julia Taubitz        | Niemcy     | 42,253   | 42,443   | 1:24,696 | +0,196 |
| 5.    | Svenja Oestreicher   | Niemcy     | 42,347   | 42,384   | 1:24,731 | +0,231 |
| 6.    | Nina Prock           | Austria    | 42,359   | 42,479   | 1:24,838 | +0,338 |
| 7.    | Natalie Maag         | Szwajcaria | 42,426   | 42,446   | 1:24,872 | +0,372 |
| 8.    | Kendija Aparjode     | Łotwa      | 42,609   | 42,526   | 1:25,135 | +0,635 |
| 9.    | Ołeksja Michaljenko  | Rosja      | 42,633   | 42,596   | 1:25.229 | +0.729 |
| 10.   | Lilia Burmistrowa    | Rosja      | 42,547   | 42,841   | 1:25,388 | +0,888 |
| ...   | ...                  | ...        | ...      | ...      | ...      | ...    |
| 14.   | Weronika Kościelniak | Polska     | 43,383   | 43,224   | 1:26,607 | +2,107 |

### Jedynki mężczyzn
- Data / Początek: Sobota 24 stycznia 2015

| Medal | Zawodnik             | Narodowość | 1. zjazd | 2. zjazd | Czas     | Strata |
| ----- | -------------------- | ---------- | -------- | -------- | -------- | ------ |
|       | Sebastian Bley       | Niemcy     | 43,990   | 44,137   | 1:28,127 | –      |
|       | Roman Riepiłow       | Rosja      | 44,199   | 44,258   | 1:28,457 | +0,330 |
|       | Nico Gleirscher      | Austria    | 44,155   | 44,322   | 1:28,477 | +0,350 |
| 4.    | Markus Hummer        | Niemcy     | 44,275   | 44,346   | 1:28,621 | +0,494 |
| 5.    | Maximilian Jung      | Niemcy     | 44,315   | 44,366   | 1:28,681 | +0,554 |
| 6.    | Jonas Müller         | Austria    | 44,582   | 44,409   | 1:28,991 | +0,864 |
| 7.    | Nils Moschner        | Niemcy     | 44,571   | 44,544   | 1:29,115 | +0,988 |
| 8.    | Theo Gruber          | Włochy     | 44,608   | 44,625   | 1:29,233 | +1,106 |
| 9.    | Wojciech Chmielewski | Polska     | 44,670   | 44,593   | 1:29,263 | +1,136 |
| 10.   | Anton Schreiber      | Niemcy     | 44,860   | 44,644   | 1:29,504 | +1,377 |
| ...   | ...                  | ...        | ...      | ...      | ...      | ...    |
| 17.   | Mateusz Sochowicz    | Polska     | 46,330   | 45,473   | 1:31,803 | +3,676 |

### Dwójki mężczyzn
- Data / Początek: Niedziela 25 stycznia 2015

| Medal | Zawodnicy                              | Narodowość        | 1. zjazd | 2. zjazd | Czas     | Strata |
| ----- | -------------------------------------- | ----------------- | -------- | -------- | -------- | ------ |
|       | Florian Löffler Manuel Stiebing        | Niemcy            | 38,872   | 39,787   | 1:17,659 | –      |
|       | Kristens Putins Karlis Matuzels        | Łotwa             | 38,952   | 39,093   | 1:18,035 | +0,376 |
|       | Jewgienij Jewdokimow Aleksiej Groszew  | Rosja             | 39,067   | 39,050   | 1:18,117 | +0,458 |
| 4.    | Nico Semmler Johannes Pfeiffer         | Niemcy            | 39,086   | 39,148   | 1:18,234 | +0,575 |
| 5.    | David Trojer Philip Knoll              | Austria           | 39,189   | 39,157   | 1:18,346 | +0,687 |
| 6.    | Stanisław Malcew Ołeg Faszkudtinow     | Rosja             | 39,201   | 39,191   | 1:18,392 | +0,733 |
| 7.    | Marcel Engljähringer Rupert Staudinger | Niemcy            | 39,281   | 39,216   | 1:18,497 | +0,838 |
| 8.    | Wojciech Chmielewski Mateusz Zakowicz  | Polska            | 39,366   | 39,431   | 1:18,797 | +1,138 |
| 9.    | Justin Garret Krewson Tristan Jeskanen | Stany Zjednoczone | 39,602   | 39,209   | 1:18,811 | +1,152 |
| 10.   | Jakub Šimoňák Patrik Tomasko           | Słowacja          | 39,086   | 39,834   | 1:18,920 | +1,261 |

### Drużynowe
- Data / Początek: Niedziela 25 stycznia 2015

| Medal | Zawodnicy                                                                       | Narodowość | Czas     | Strata |
| ----- | ------------------------------------------------------------------------------- | ---------- | -------- | ------ |
|       | Wiktoria Demczenko/Roman Riepiłow/Jewgienij Jewdokimow/Aleksiej Groszew         | Rosja      | 2:04,913 | –      |
|       | Kendija Aparjode/Kristers Aparjods/Kristens Putins/Karlis Matuzels              | Łotwa      | 2:05,008 | +0,095 |
|       | Nina Prock/Nico Gleirscher/David Trojer/Philip Knoll                            | Austria    | 2:05,816 | +0,903 |
| 4.    | Katarína Šimoňáková/Lubomir Kordek/Jakub Šimoňák/Patrik Tomasko                 | Słowacja   | 2:06,985 | +2,072 |
| 5.    | Jessica Tiebel/Sebastian Bley/Florian Löffler/Manuel Stiebing                   | Niemcy     | 2:07,039 | +2,126 |
| 6.    | Weronika Kościelniak/Mateusz Sochowicz/Wojtek Chmielewski/Mateusz Zakowicz      | Polska     | 2:07,149 | +2,236 |
| 7.    | Daria Gula/Anton Dukach/Andriy Lysetskyy/Myroslav Levkovych                     | Ukraina    | 2:07,305 | +2,392 |
| 8.    | Cezara Curmei/Theodor Andrei Aurelian Turea/Angel Gabriel Kozak/Andrei Borosoiu | Rumunia    | 2:08,842 | +3,929 |
| 9.    | –                                                                               | -          | -        | -      |
| 10.   | -                                                                               | -          | -        | -      |

## Klasyfikacja medalowa
| Miejsce | Państwo | złoto | srebro | brąz | Razem |
| ------- | ------- | ----- | ------ | ---- | ----- |
| 1.      | Niemcy  | 3     | 0      | 1    | 4     |
| 2.      | Rosja   | 1     | 2      | 1    | 4     |
| 3.      | Łotwa   | 0     | 2      | 0    | 2     |
| 4.      | Austria | 0     | 0      | 2    | 2     |